# Schizomeris
Schizomeris, rod zelenih algi smješten u vlastitu porodicu Schizomeridaceae, dio reda Chaetophorales. Postoje dvije priznate vrste.
Schizomeris constricta (Setchell & N.L.Gardner) Berger & Knebel sinonim je za Rosenvingiellopsis constricta (Setchell & N.L.Gardner) Heesch, M.Pazoutová & Rindi.

## Vrste
1. Schizomeris irregularis F.E.Fritsch & M.F.Rich
2. Schizomeris leibleinii Kützing -tipična